# Manmunai North Division
Manmunai North Division är en division i Sri Lanka.   Den ligger i distriktet Batticaloa District och provinsen Östprovinsen, i den östra delen av landet, 220 km öster om huvudstaden Colombo. Antalet invånare är 86 028.